# Woodchurch
Woodchurch is een civil parish in het bestuurlijke gebied Ashford, in het Engelse graafschap Kent met 1903 inwoners.